# Marzia Basel
Marzia Basel (Kabul, 1968) es una ex jueza de Afganistán. Durante el régimen de los talibanes, educaba a mujeres en secreto en su propia casa. También es la fundadora de la Organización de Derecho Progresista de Afganistán.

## Biografía
Basel creció en Kabul, en el seno de una familia liberal de clase media. Su padre también era juez y sus hermanas abogadas. En 1995, Basel prestó juramento como jueza. Un año después, los talibanes prohibieron a todas las mujeres ejercer la profesión y recibir educación. Todas las mujeres tenían que llevar burka y Basel recuerda que se sentía:

prisionera, tanto en sentido literal como figurado. En verano hacía tanto calor que me sentía como si me estuviera asfixiando lentamente. Al mirar por la pequeña jaula de malla, me sentía como un animal enjaulado, que es exactamente en lo que me había convertido yo y otras mujeres: animales enjaulados, despojadas de toda libertad y dignidad.

Cuando los talibanes estaban en el poder, desafió las leyes contra la educación de las mujeres y enseñó inglés en su casa entre 1996 y 2001. Basel tuvo entre 350 y 400 estudiantes de edades comprendidas entre los ocho y los cincuenta años. Sus estudiantes, algunas de las cuales eran esposas de seguidores de los talibanes, le advirtieron que iba a recibir la visita del Ministerio para la Protección de la Virtud y la Prevención del Vicio. Poco antes de que el régimen talibán fuera derrocado, Basel huyó a Pakistán como refugiada por su seguridad.
En 2002 fundó la Asociación de Juezas Afganas (AWJA). Sus esfuerzos por ayudar a apoyar a las mujeres que trabajan en el sistema de administración de justicia en Afganistán aumentaron el número de abogadas defensoras de 1 en 2005 a 150 mujeres en 2013. Además es directora de la AWJA desde 2009.
También en 2002, fue a los Estados Unidos y se reunió con el entonces presidente George W. Bush, el Secretario de Estado de los Estados Unidos, Colin Powell, y otros para solicitar apoyo adicional para Afganistán. A pesar de que le dijeron que debía respetar las costumbres del país que visitaba, a su regreso enfrentó duras críticas por no usar siempre un chador para cubrirse el cabello. Aunque se intentó crear controversia sobre si fue despedida, Basel dijo que se fue para unirse a UNICEF para ayudar a crear un programa de justicia juvenil.
Continuó participando activamente en la defensa de los derechos jurídicos de las mujeres y de su derecho a ejercer la abogacía. En 2005, obtuvo su maestría en Derecho Internacional en la Universidad George Washington.
Al final, tuvo que quedarse fuera de Afganistán debido a las amenazas de muerte. En 2011, los talibanes dejaron mensajes en su puerta que decían que si la encontraban, la matarían. Tanto su marido como su padre le instaron a que se mantuviera fuera del país por su seguridad. Debido a la falta de sistemas de apoyo para inmigrantes en los Estados Unidos, decidió mudarse a Canadá. Actualmente vive en Toronto.